# Ciénaga Alta
Ciénaga Alta es un barrio ubicado en el municipio de Río Grande en el estado libre asociado de Puerto Rico. En el Censo de 2010 tenía una población de 4911 habitantes y una densidad poblacional de 423,34 personas por km².

## Geografía
Ciénaga Alta se encuentra ubicado en las coordenadas 18°19′28″N 65°51′40″O / 18.32444, -65.86111. Según la Oficina del Censo de los Estados Unidos, Ciénaga Alta tiene una superficie total de 11.6 km², que corresponden a tierra firme.

## Demografía
Según el censo de 2010, había 4911 personas residiendo en Ciénaga Alta. La densidad de población era de 423,34 hab./km². De los 4911 habitantes, Ciénaga Alta estaba compuesto por el 60.6% blancos, el 26.35% eran afroamericanos, el 0.55% eran amerindios, el 0.26% eran asiáticos, el 10.06% eran de otras razas y el 2.18% pertenecían a dos o más razas. Del total de la población el 99.1% eran hispanos o latinos de cualquier raza.